# 2009—2010年澳洲地區熱帶氣旋季時間軸

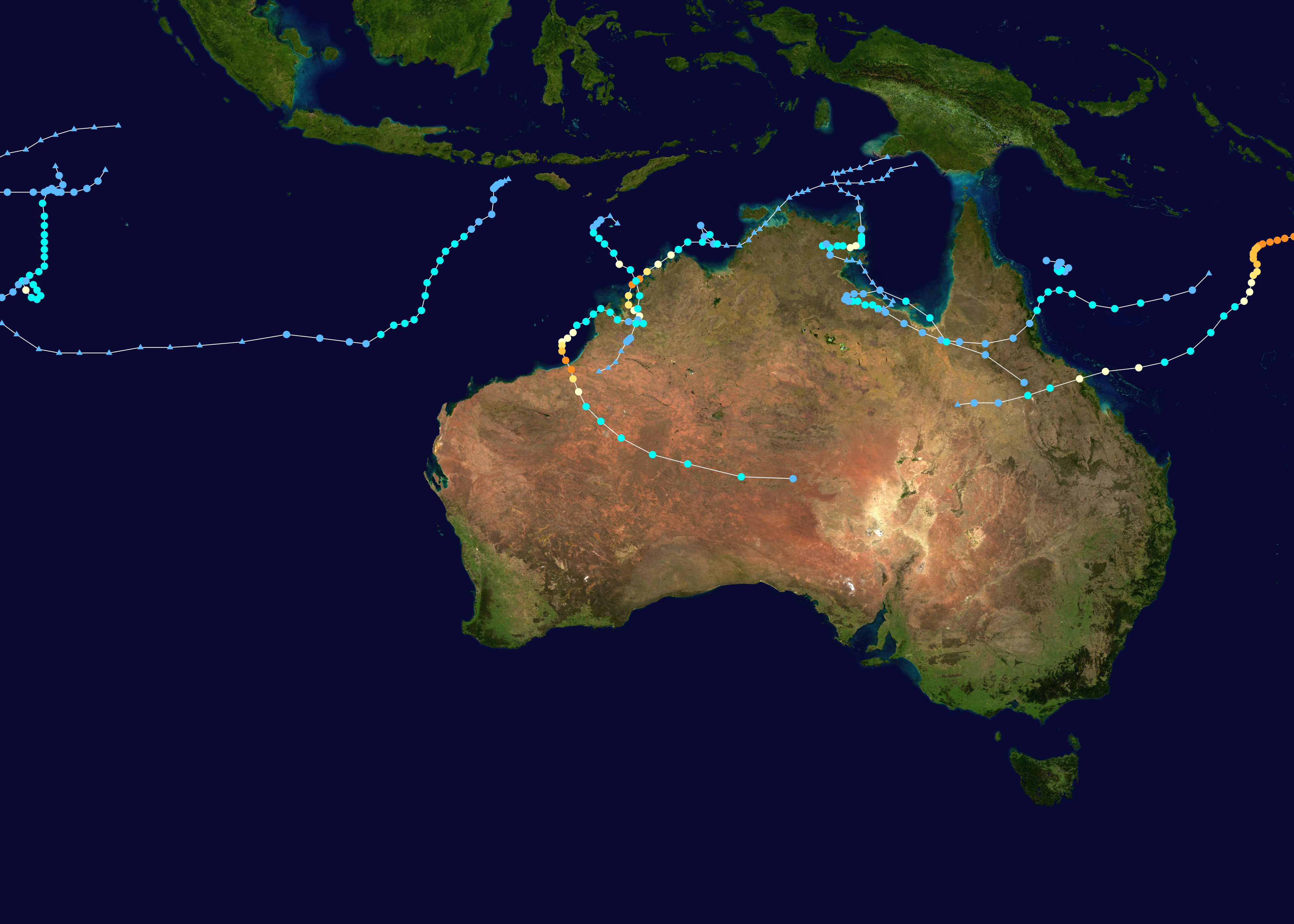
2009－2010年澳洲地區熱帶氣旋季所有熱帶氣旋的路徑圖

2009－2010年澳洲地區熱帶氣旋季泛指在2009年七月至2010年六月內的任何時間，於澳洲地區所產生的熱帶氣旋。大部份於澳洲地區的熱帶氣旋通常都會於十一月至四月期間形成。首個被命名的風暴勞倫斯在12月13日被澳洲氣象局升為1級熱帶氣旋。
本條目的範圍僅侷限於赤道以南，東徑90度和西徑160度以內的澳洲地區水域。這範圍包括了澳大利亞、巴布亞新幾內亞、所羅門群島的西部地區、東帝汶和印度尼西亞的南部地區。在澳洲地區產生的熱帶氣旋是由澳洲、印尼和巴布亞新畿內亞命名，而美國聯合颱風警報中心會把在該地區的熱帶低氣壓的編號以U字母作結。

## 風暴時間軸

### 12月
12月10日
- 0600 UTC — TCWC Darwin 發報表示熱帶低氣壓01U於達爾文的東北面形成。

12月13日
- 0000 UTC — TCWC Darwin 將熱帶低氣壓01U升格為1級熱帶氣旋，並命名為勞倫斯（Laurence）。

12月14日
- 2100 UTC — TCWC Darwin 將熱帶氣旋勞倫斯升格為2級熱帶氣旋。

12月15日
- 0300 UTC — TCWC Darwin 將熱帶氣旋勞倫斯升格為3級熱帶氣旋。
- 1800 UTC — TCWC Perth 將強烈熱帶氣旋勞倫斯升格為4級熱帶氣旋。

12月16日
- 0000 UTC — TCWC Perth 將強烈熱帶氣旋勞倫斯升格為5級熱帶氣旋。
- 0300 UTC — TCWC Perth 將熱帶氣旋勞倫斯降格為3級熱帶氣旋。
- 2100 UTC — TCWC Perth 將熱帶氣旋勞倫斯降格為2級熱帶氣旋。

12月17日
- 2100 UTC — TCWC Perth 將熱帶氣旋勞倫斯降格為1級熱帶氣旋。

12月18日
- 1200 UTC — TCWC Perth 將熱帶氣旋勞倫斯降格為熱帶低氣壓。

12月19日
- 0400 UTC — TCWC Perth 將熱帶低氣壓勞倫斯重新升格為1級熱帶氣旋。
- 1600 UTC — TCWC Perth 將熱帶氣旋勞倫斯重新升格為2級熱帶氣旋。

12月20日
- 1500 UTC — TCWC Perth 將熱帶氣旋勞倫斯重新升格為3級熱帶氣旋。
- 2000 UTC — TCWC Perth 將強烈熱帶氣旋勞倫斯重新升格為4級熱帶氣旋。

12月21日
- 0300 UTC — TCWC Perth 將強烈熱帶氣旋勞倫斯重新升格為5級熱帶氣旋。
- 1200 UTC — TCWC Perth 將強烈熱帶氣旋勞倫斯降格為4級熱帶氣旋。
- 2000 UTC — TCWC Perth 將強烈熱帶氣旋勞倫斯降格為3級熱帶氣旋。

12月22日
- 0700 UTC — TCWC Perth 將熱帶氣旋勞倫斯降格為2級熱帶氣旋。
- 1200 UTC — TCWC Perth 將熱帶氣旋勞倫斯降格為1級熱帶氣旋。

12月22日
- 1200 UTC — TCWC Perth 將熱帶氣旋勞倫斯降格為熱帶低氣壓。
- 1200 UTC — TCWC Perth 發報了最後一次對勞倫斯的警報。

12月27日
- 0600 UTC — TCWC Darwin 發報表示熱帶低氣壓02U於南阿拉弗拉海形成。

### 1月
1月1日
- 0600 UTC — TCWC Perth 發報表示熱帶低氣壓03U於南緯8度，東經96度形成。

1月16日
- 0700 UTC — TCWC Darwin 發報表示熱帶低氣壓05U於卡奔塔利亞灣形成。

1月19日
- 0600 UTC — TCWC Perth 發報表示熱帶低氣壓06U於帝汶的南面形成。

1月20日
- 1500 UTC — TCWC Perth 將熱帶低氣壓06U升格為1級熱帶氣旋，並命名為瑪格達（Magda）。
- 1800 UTC — TCWC Brisbane 將熱帶低氣壓05U升格為1級熱帶氣旋，並命名為內維爾（Neville）。
- 2100 UTC — 聯合颱風警報中心正式為熱帶氣旋08S (瑪格達)發表第一次警報。

1月21日
- 0100 UTC — TCWC Perth 將熱帶氣旋瑪格達升格為2級熱帶氣旋。
- 0100 UTC — TCWC Brisbane 將熱帶氣旋內維爾降格為熱帶低氣壓。

1月22日
- 2000 UTC — TCWC Perth 將熱帶氣旋瑪格達降格為熱帶低氣壓。
- 2300 UTC — TCWC Brisbane 對熱帶低氣壓內維爾發表最近一次警報。
- 2300 UTC — TCWC Perth 將熱帶低氣壓瑪格達發表最近一次警報。
- 2300 UTC — TCWC Brisbane 將熱帶低氣壓07U升格為1級熱帶氣旋，並命名為奧爾加（Olga）。

1月23日
- 1200 UTC — TCWC Brisbane 將熱帶氣旋奧爾加升格為2級熱帶氣旋。

1月24日
- 0000 UTC — TCWC Brisbane 將熱帶氣旋奧爾加降格為1級熱帶氣旋。
- 2300 UTC — TCWC Brisbane 將熱帶氣旋奧爾加降格為熱帶低氣壓。

1月29日
- 1200 UTC — TCWC Brisbane 將熱帶低氣壓奧爾加重新升格為1級熱帶氣旋。

1月30日
- 0000 UTC — TCWC Brisbane 將熱帶氣旋奧爾加降格為熱帶低氣壓。

### 3月
3月14日
- 1800 UTC — TCWC Brisbane 將剛進入澳洲地區的強烈熱帶氣旋烏魯伊（Ului）發表第一次警報。
- 1800 UTC – TCWC Brisbane 將強烈熱帶氣旋烏魯伊降格為4級強烈熱帶氣旋。

3月17日
- 1800 UTC – TCWC Brisbane 將強烈熱帶氣旋烏魯伊降格為3級強烈熱帶氣旋。

3月19日
- 0000 UTC – TCWC Brisbane 將強烈熱帶氣旋烏魯伊降格為2級熱帶氣旋。

3月20日
- 0600 UTC – TCWC Brisbane 將強烈熱帶氣旋烏魯伊升格為3級強烈熱帶氣旋。
- 1530 UTC – 強烈熱帶氣旋烏魯伊在昆士蘭州艾爾利海灘附近登陸。
- 1800 UTC – TCWC Brisbane 將強烈熱帶氣旋烏魯伊降格為2級熱帶氣旋。

3月28日
- 0130 UTC – TCWC Darwin 將在阿拉弗拉海的熱帶低氣壓升格為1級熱帶氣旋。

3月29日
- 0100 UTC – TCWC Darwin 將熱帶氣旋保羅（Paul）升格為2級熱帶氣旋。
- 1200 UTC – 熱帶氣旋保羅在阿納姆地東北部附近登陸。

3月30日
- 0130 UTC – TCWC Darwin 將熱帶氣旋保羅降格為1級熱帶氣旋。

## 風暴時間表
| 前任： 2008－2009 | 澳洲地區熱帶氣旋季時間軸 2009－2010 | 繼任： 2010－2011 |